# コロネード

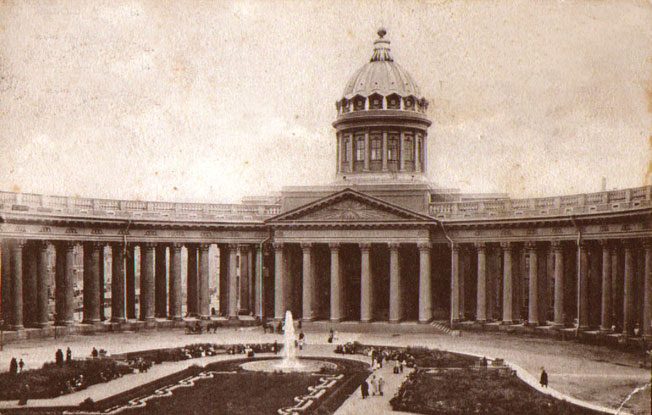
カザン聖堂の列柱（サンクトペテルブルク）

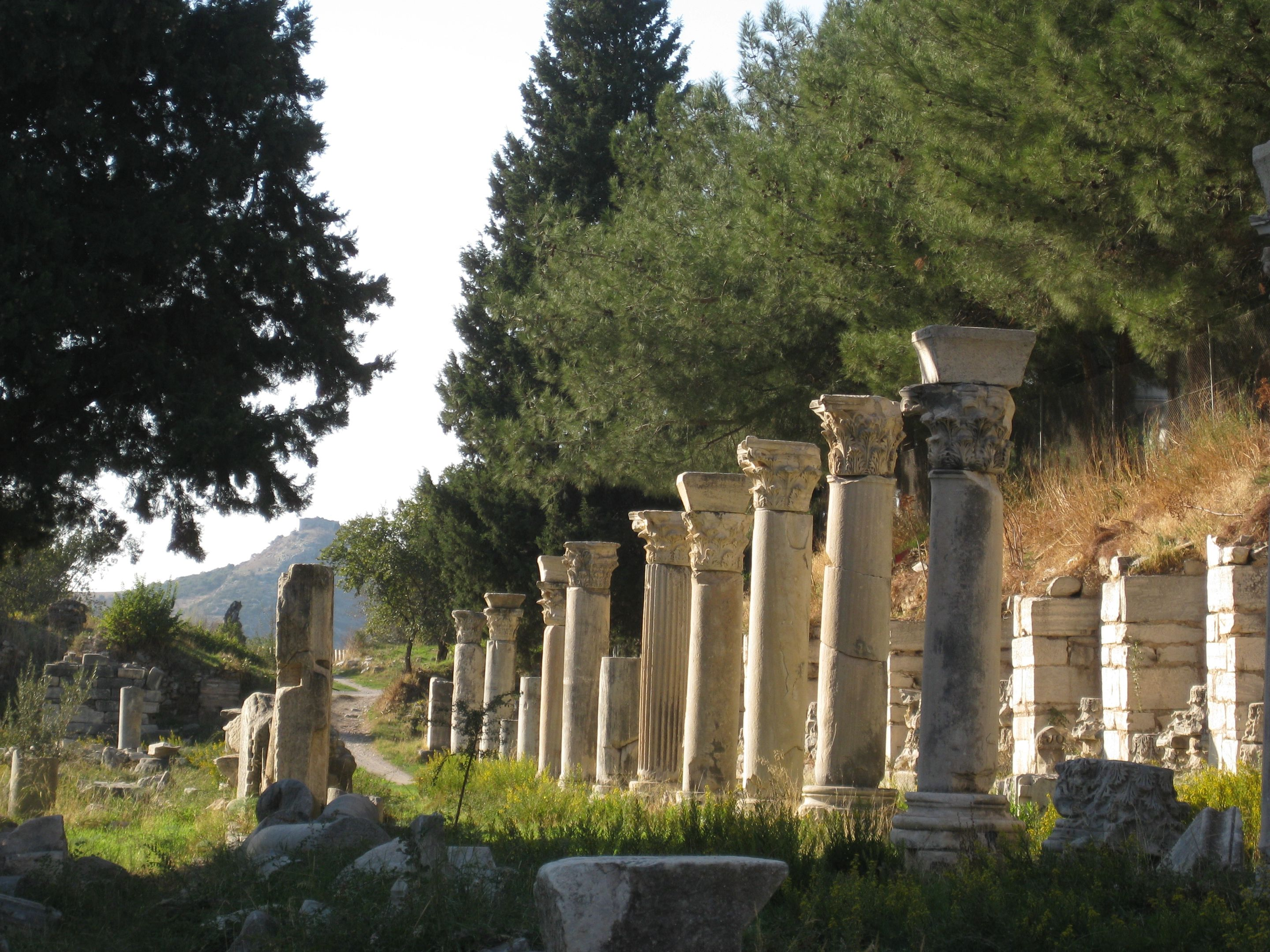
古代の列柱（エフェソス）

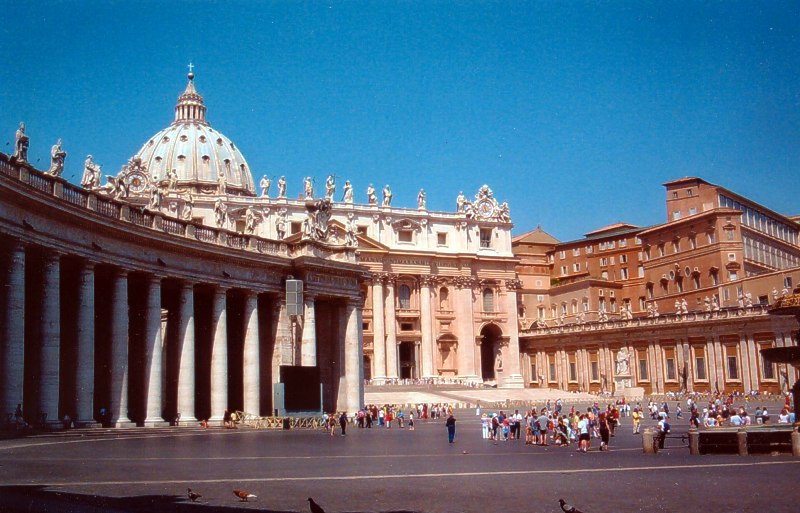
サン・ピエトロ広場の列柱（バチカン）

コロネード（colonnade）または列柱は、古代の建築においてエンタブラチュアで連結された柱の並びを指す。例えば、ローマのサン・ピエトロ大聖堂のファサードにベルニーニが追加した楕円形にカーブしたコロネードが有名である。そのコロネードが広場を形成している。ちょうど、手すり子（バラスター）が並んで欄干を形成するのに似ている。
一列の柱でできたコロネードは screen とも呼ばれる。建物の正面にあって入り口（ラテン語で porta）を覆うようになっているコロネードをポルチコと呼び、屋根のない中庭を取り囲んでいる場合はペリスタイルと呼ぶ。ポルチコは、ローマのパンテオンや古代ギリシアの柱廊のように柱が複数列に並ぶこともある。一対の柱や複数対の柱が典型的なコロネードだが、「周柱式」の建築物（例えばリンカーン記念館）を取り囲む柱もコロネードと呼ぶ。古代寺院の正面の柱の数は最大でも8本（ポルチコ#8柱式）なので、8本以上並んでいないとコロネードとは呼べないという見方もある。実際、釣り合いから見ても柱の高さの倍以上の幅がないとコロネードとは呼べないと言われている。
大英博物館のポルチコは建物正面に沿ってずっと続いており、コロネードとなっている。アメリカにはコロネードを伴った競技場がいくつかある。例えば、ボストンのハーバード・スタジアムは、その馬蹄形の建物にそってコロネードが続いている。シカゴのソルジャー・フィールドには両側に2列のコロネードがあった（2004年の改修でスタジアム内からは見えなくなった）。イリノイ大学の Memorial Stadium も両側のファサードにコロネードがある。バージニア大学の以前のアメフト用スタジアム Lambeth Field には観覧席を取り囲むようにコロネードがあった。Emporisによれば、アメリカで最大のコロネードはオールバニの New York State Education Building で、36本のコリント式の柱が並んでいる。